# تايرون هاو
تايرون هاو (بالإنجليزية: Tyrone Howe)‏ هو لاعب اتحاد الرغبي بريطاني، ولد في 2 أبريل 1971 في Newtownards ‏ في المملكة المتحدة.

## وصلات خارجية
- تايرون هاو عل موقع إسبنسكروم (الإنجليزية)
- تايرون هاو على موقع ItsRugby.co.uk (الإنجليزية)